# Thelma Boardman
Thelma Boardman,  (31 de octubre de 1909 - Los Ángeles, 21 de abril de 1978) nacida como Thelma Joyce Hubbard,  fue una actriz de voz estadounidense, conocida principalmente por dar voz al personaje de Disney Minnie Mouse.

## Biografía
Su verdadero nombre era Thelma Hubbard. Ella debutó en el doblaje dando voz al ángel guardián del Pato Donald en Donald's Better Self (1938). A partir de 1938 reemplazó a Marcellite Garner en la radio, y a partir de 1940 en diferentes cortometrajes.
Con la desaparición de los cortometrajes en los que aparecía Minnie, ella dejó de darle voz. Posteriormente trabajó como actriz de doblaje, dando vida a diferentes personajes, en el film de animación de 1942 Bambi. Tras esta producción, ella dejó de trabajar en el cine. 
A partir de 1947 Minnie volvió a la pantalla, siendo doblada por Ruth Clifford.
Thelma Boardman falleció en 1978. Había estado casada con el actor y guionista True Eames Boardman.

## Filmografía
- 1938 : Donald's Better Self
- 1941 : The Little Whirlwind
- 1941 : The Nifty Nineties
- 1942 : Mickey's Birthday Party
- 1942 : Out of the Frying Pan Into the Firing Line
- 1942 : Bambi